# Like a Virgin (àlbum)
Like a Virgin és el segon àlbum d'estudi de la cantant estatunidenca Madonna, publicat el 12 de novembre de 1984. Es va tornar a publicar l'any 1985 amb l'afegit de la pista de Into the Groove. El 2001 es va tornar a editar i publicar amb dos remixos nous. Després de l'èxit del seu àlbum de debut, Madonna, la cantant va voler produir-se ella mateixa el nou àlbum, però els executius de la Warner Bros no li van concedir la llibertat creativa que ella demanava.
L'àlbum es va enregistrar al Power Station Studio de Nova York. Like A Virgin no s'assemblava gaire al primer àlbum de la cantant, però aquesta va pensar que havien gravat bon material. Steve Bray, el company de Madonna d'aleshores, també va participar en la gravació de l'àlbum.
Després del seu llançament, el disc va rebre crítiques variades, però va ser un èxit comercial. Va ser el primer a arribar primer al Billboard 200, mentre tocava sostre a Alemanya, Italia o Espanya. La RIAA el va anomenar disc de diamant en vendre més de 10 milions de còpies per tots els Estats Units d'Amèrica.
Ja ha esdevingut un fenomen venent més de 21 milions de còpies per tot el món, convertint-se en un dels àlbums més venuts de tots els temps.
De l'àlbum van destacar cinc senzills, entre els quals hi havia Like a Virgin, Material Girl i Into the Groove transformant-se en èxits mundials. Per a la promoció de l'àlbum, Madonna es va embarcar en la seva primera gira The Virgin Tour, l'any 85, que va fer per tot Nord-amèrica.

## Composició
La cantant volia fer música nova i contemporània, i va rebre l'ajuda del productor Rodgers. També va contractar a Steve Bray, el qual va co-escriure algunes cançons de l'àlbum. El primer track de l'àlbum, Material Girl va ser escrit per Peter Brown i Roberta Rans. La cantant va confirmar que la cançó explicava com se sentia ella en aquells moments. Segons ella, la cançó tenia alguna cosa que l'atreia, potser la provocació de la lletra.
Escrita per Steve Bray i la mateixa Madonna, Angel és la segona pista d'àudio de Like A Virgin. Va ser una de les primeres cançons escrites pel disc, la qual parla sobre una noia que és salvada per un àngel, i ella s'enamora d'aquest. El següent track és Like a Virgin escrita per Billy Steinberg i Tom Kelly.Es van basar en els romanços de la cantant al llarg de la seva vida. Va ser triada per Madonna i la Warner Bros després de sentir un demo cantat per Kelly. Rodgers va pensar que no era una bona cançó per a la cantant ni tampoc tenia "ganxo", però va canviar d'idea quan la tornada del track no li marxava del cap. En termes sexuals, la lletra de la cançó pot ser interpretada de moltes maneres segons la gent.
En Over and Over, Madonna canta sobre aixecar-se després d'una decepció. La següent balada va ser un cover de la cançó del 78, Love Don't Live Here Anymore. Durant la gravació del track, Madonna va començar a cantar seguida, per primera vegada, per una orquestra. Aquesta quan va acabar es va posar a plorar, segons afirma Rodgers. Into the Groove és la sisena pista del disc de la reedició de l'àlbum durant el 85. El tema de la cançó és tan simple com la pista de ball. Aquesta va ser inclosa en el primer film de la cantant del 85, Desperatly Seeking Susan.
Dress You Up és l'últim single de l'àlbum escrita per Andrea LaRusso i Peggy Stanziale. La lletra de la pista és una barreja del sexe i la moda. Shoo-Be-Doo parla sobre problemes de relacions amoroses. Pretender tracta sobre la seducció i el que viu una dona que creu que la seva relació amb un home va massa de pressa. Stay és l'última pista del disc.

## Crítica, promoció i llegat
L'àlbum va rebre força bones crítiques, i convertint-se en un dels millors àlbums dels 25 anys de la història de la música. A AllMusic es troba una puntuació de 4 estrelles i mitja. Blender li dona 3 estrelles. Rolling Stones, com Slant Magazine, en dona una puntuació de 3 estrelles i mitja.
El The Virgin Tour va ser la primera gira mundial de la cantant per promocionar l'àlbum. Encara que només la fa per Nord-amèrica, la gira va rebre males crítiques però tot i així va ser un fenomen internacional.
El 1984, la cantant va interpretar la cançó als premis MTV Video Music Awards sobre un pastís gegant de casament.
L'àlbum va ser, segons Chris Smith, un dels 101 àlbums que van canviar la cultura de la música. Però també va rebre dures crítiques Like A Virgin, ja que alguns deien que la cançó provocava que Madonna quedés com una prostituta, d'altres asseguraven que només provocava per fer-se famosa. Madonna no li va donar importància i responia de forma clara i senzilla.
També es van donar reaccions que es poden qualificar d'exagerades quan es va prohibir als menors escoltar Dress You Up, per culpa de la lletra provocativa i sexual d'aquest track.

## Track List
| NO. | Títol                          | Writer/s                        | Temps |
| --- | ------------------------------ | ------------------------------- | ----- |
| 1.  | "Material Girl                 | Peter Brown, Roberta Rans       | 4:00  |
| 2.  | "Angel"                        | Madonna, Steve Bray             | 3:56  |
| 3.  | "Like A Virgin"                | Tom Kelly, Billy Steinberg      | 3:38  |
| 4.  | "Over and Over"                | Madonna, Bray                   | 4:12  |
| 5.  | "Love Don't Live Here Anymore" | Miles Gregory                   | 4:47  |
| 6.  | "Dress You Up"                 | Andrea LaRusso, Peggy Stanziale | 4:01  |
| 7.  | "Shoo-Bee-Doo"                 | Madonna                         | 5:16  |
| 8.  | "Pretender"                    | Madonna, Bray                   | 4:30  |
| 9.  | "Stay"                         | Madonna, Bray                   | 4:07  |

## Posició en vendes
| Gràfic (1984–85)                | Posició màxima |
| ------------------------------- | -------------- |
| Àlbums australians              | 2              |
| Àlbums austríacs                | 3              |
| Cançó d'àlbums "RPM" del Canadà | 3              |
| Carta d'àlbums danesos          | 22             |
| Carta d'àlbums holandesos       | 1              |
| Top 100 d'àlbums europeus       | 1              |
| Carta d'àlbums francesos        | 5              |
| Carta d'àlbums alemanys         | 1              |
| Carta d'àlbums italians         | 1              |
| Carta d'àlbums japonesos        | 2              |
| Carta d'àlbums de Nova Zelanda  | 1              |
| Carta d'àlbums noruecs          | 6              |
| Carta d'àlbums espanyols        | 1              |
| Carta d'àlbums suecs            | 3              |
| Carta d'àlbums suïssos          | 3              |
| Carta d'àlbums del Regne Unit   | 1              |
| US Billboard 200                | 1              |
| US Top R&B/Hip-Hop Albums       | 10             |

| País         | Certificacions |
| ------------ | -------------- |
| Australia    | 7× Platí       |
| Canadà       | Diamant        |
| Finlàndia    | Or             |
| França       | 2× Platí       |
| Alemanya     | 3× Or          |
| Hong Kong    | Platí          |
| Nova Zelanda | 5× Platí       |
| Espanya      | Plati          |
| Suïssa       | 2× Platí       |
| Regne Unit   | 3× Platí       |
| Estats Units | Diamant        |

### Singles
| Any                                                          | Single            | Gràfic de posicions màximes | Gràfic de posicions màximes | Gràfic de posicions màximes | Gràfic de posicions màximes | Gràfic de posicions màximes | Gràfic de posicions màximes | Gràfic de posicions màximes | Gràfic de posicions màximes | Gràfic de posicions màximes | Gràfic de posicions màximes | Certificacions    |
| Any                                                          | Single            | US                          | U.S. Club                   | AUS                         | AUT                         | CAN                         | FRA                         | GER                         | ITA                         | SWI                         | UK                          | Certificacions    |
| ------------------------------------------------------------ | ----------------- | --------------------------- | --------------------------- | --------------------------- | --------------------------- | --------------------------- | --------------------------- | --------------------------- | --------------------------- | --------------------------- | --------------------------- | ----------------- |
| 1984                                                         | "Like a Virgin"   | 1                           | 1                           | 1                           | 8                           | 1                           | 8                           | 4                           | 16                          | 9                           | 3                           | - US: Or - UK: Or |
| 1985                                                         | "Material Girl"   | 2                           | 1                           | 4                           | 8                           | 4                           | 47                          | 13                          | 18                          | 15                          | 3                           | - UK: Plata       |
| 1985                                                         | "Angel"           | 5                           | 1                           | 1                           | —                           | 5                           | —                           | 31                          | —                           | 17                          | 5                           | - US: Or          |
| 1985                                                         | "Into the Groove" | —                           | 1                           | 1                           | 6                           | —                           | 2                           | 3                           | 1                           | 2                           | 1                           | - US: Or - UK: Or |
| 1985                                                         | "Dress You Up"    | 5                           | 3                           | 5                           | —                           | 10                          | 18                          | 20                          | 16                          | 20                          | 5                           | - UK: Plata       |
| 1985                                                         | "Over and Over"   | —                           | —                           | —                           | —                           | —                           | —                           | —                           | 49                          | —                           | —                           |                   |
| "—" denotes releases that did not chart or was not released. |                   |                             |                             |                             |                             |                             |                             |                             |                             |                             |                             |                   |